# Ле-Бюрго
Ле-Бюрго́ (фр. Le Burgaud, окс. Le Burgau) — коммуна во Франции, находится в регионе Юг — Пиренеи. Департамент — Верхняя Гаронна. Входит в состав кантона Гренад. Округ коммуны — Тулуза.
Код INSEE коммуны — 31093.

## География
Коммуна расположена приблизительно в 570 км к югу от Парижа, в 31 км к северо-западу от Тулузы.

## Климат
Климат умеренно-океанический. Зима мягкая и снежная, весна характеризуется сильными дождями и грозами, лето сухое и жаркое, осень солнечная. Преобладают сильные юго-восточные и северо-западные ветры.

## Население
Население коммуны на 2010 год составляло 710 человек.
| 1962 | 1968 | 1975 | 1982 | 1990 | 1999 | 2010 |
| ---- | ---- | ---- | ---- | ---- | ---- | ---- |
| 509  | 419  | 397  | 419  | 429  | 481  | 710  |

## Администрация
| Период | Период | Фамилия       | Партия | Примечания |
| ------ | ------ | ------------- | ------ | ---------- |
| 1995   | 2014   | Дидье Ружан   |        |            |
| 2014   | 2020   | Лоран Занетти |        |            |

## Экономика
В 2010 году среди 434 человек трудоспособного возраста (15—64 лет) 330 были экономически активными, 104 — неактивными (показатель активности — 76,0 %, в 1999 году было 74,3 %). Из 330 активных жителей работали 315 человек (162 мужчины и 153 женщины), безработных было 15 (9 мужчин и 6 женщин). Среди 104 неактивных 30 человек были учениками или студентами, 47 — пенсионерами, 27 были неактивными по другим причинам.

## Достопримечательности
- Церковь Св. Иоанна Крестителя
- Часовня Нотр-Дам-дез-Обе

## Фотогалерея

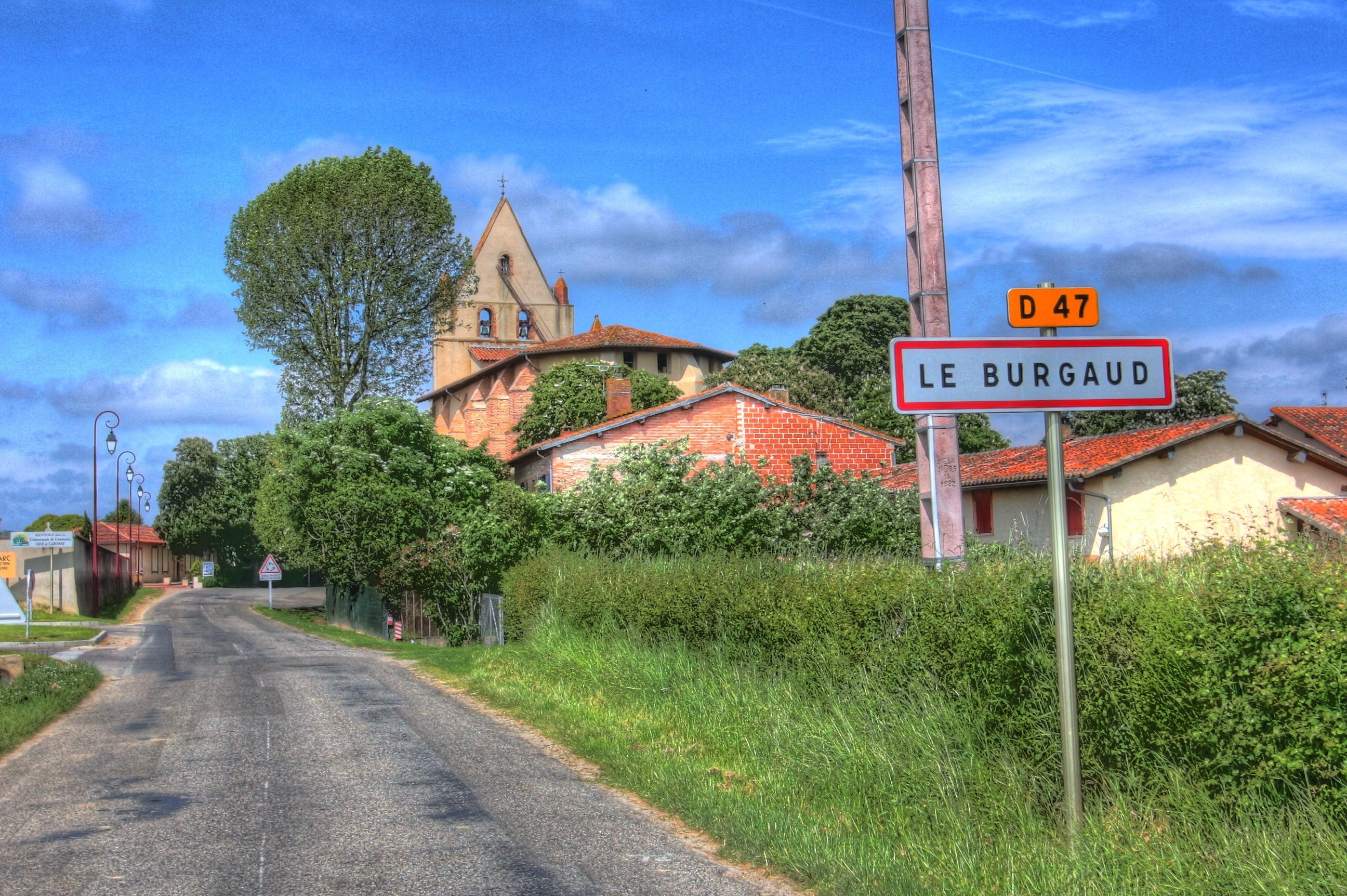
Ле-Бюрго
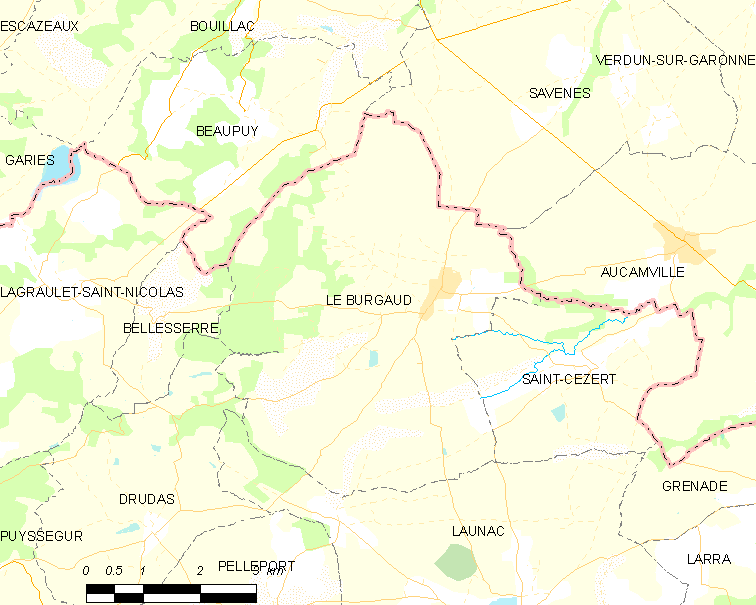
Карта коммуны
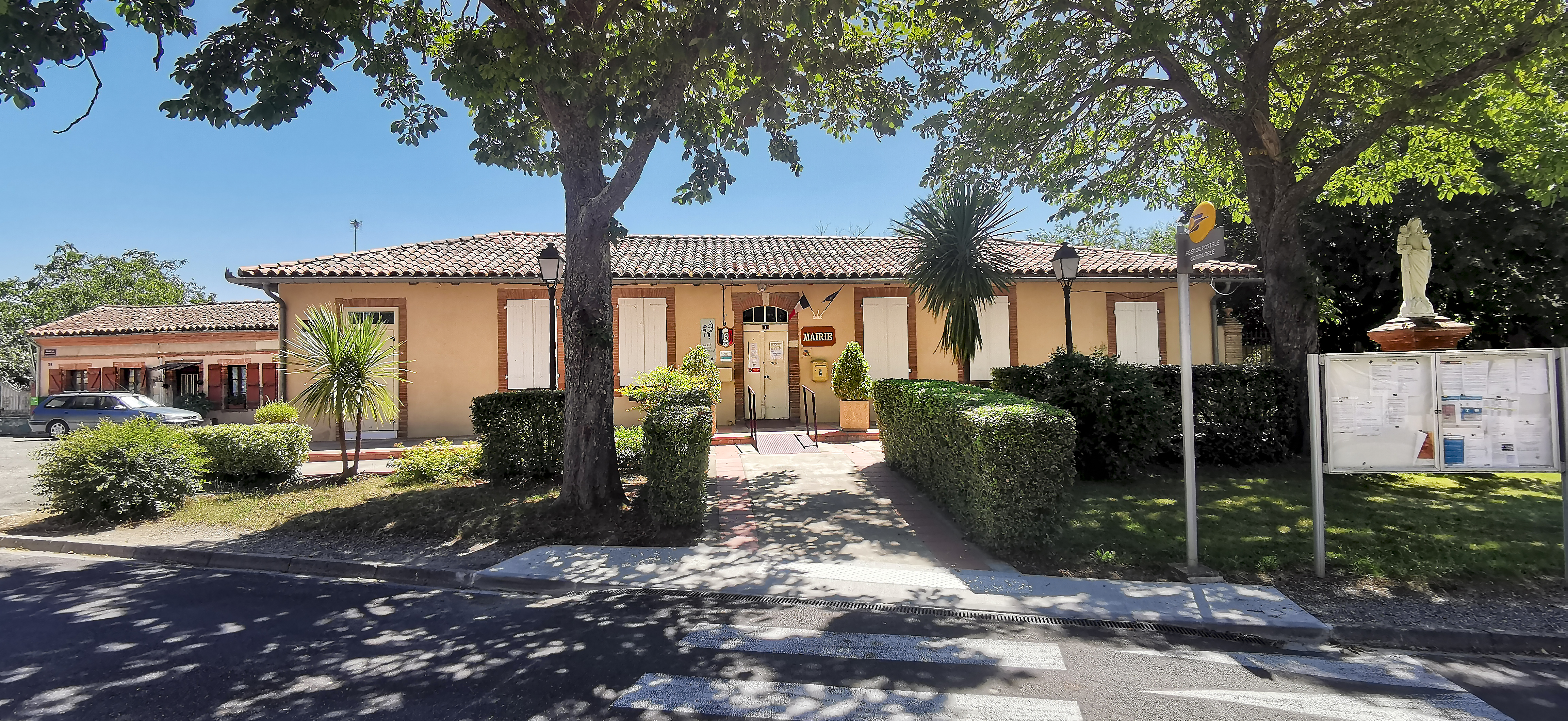
Ратуша
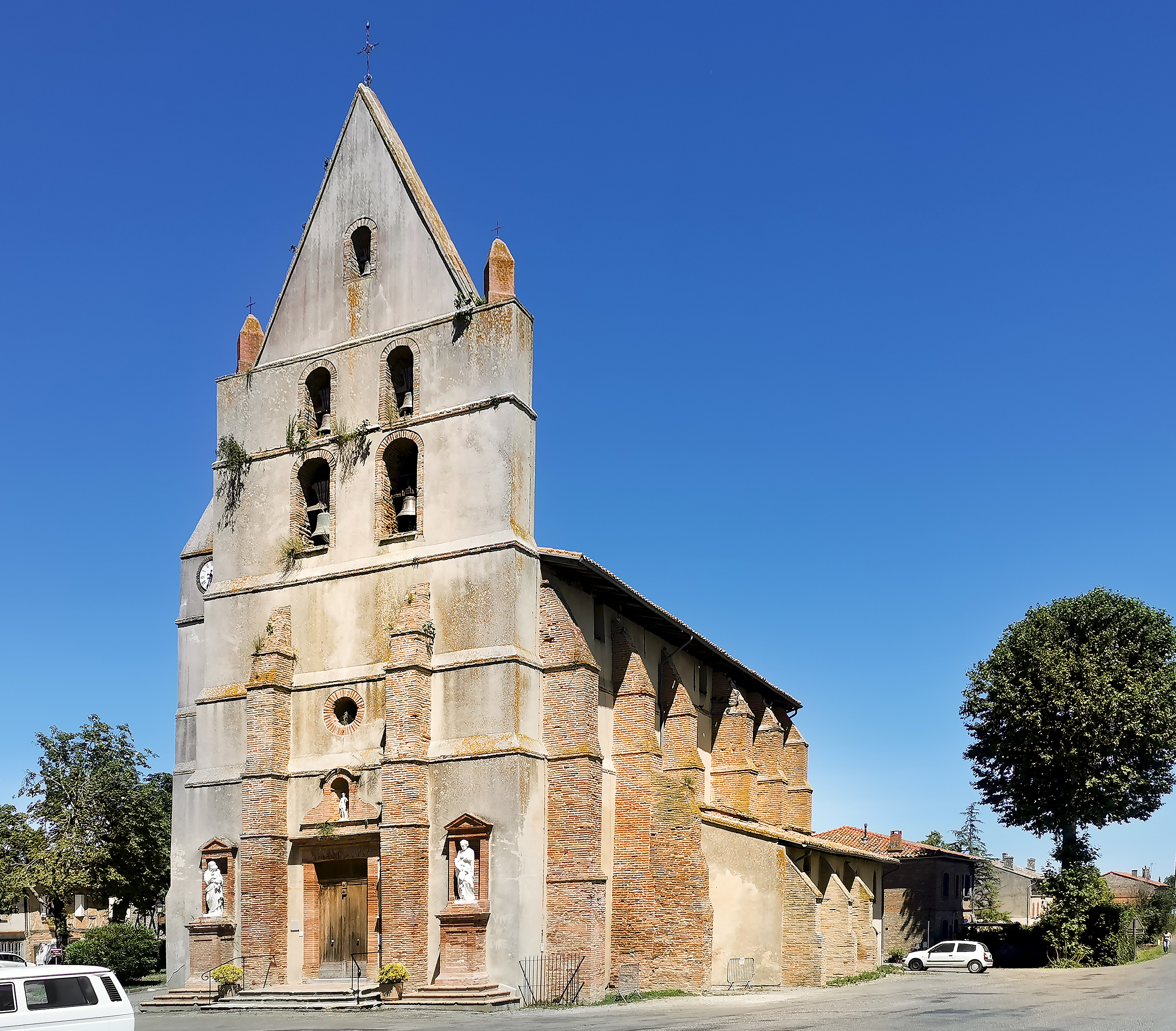
Церковь Saint-Jean-Baptiste
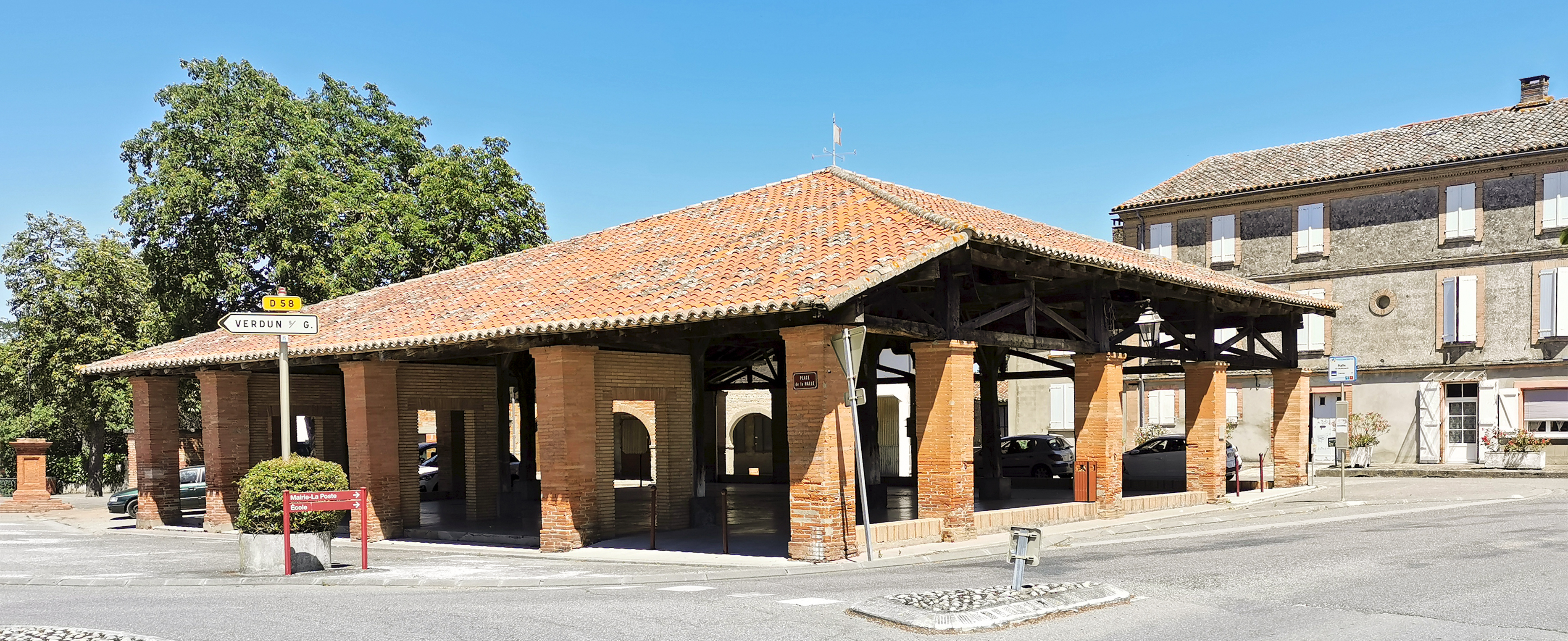
Церковь